# DJ Dara
Pour les articles homonymes, voir Dara.
Spécialisé dans le drum and bass, DJ Dara est un DJ Irlandais qui travaille principalement en Amérique du Nord. C'est un membre du groupe Planet of the Drums, constitué de Dieselboy, AK1200 et lui-même.
Dara est également le cofondateur et propriétaire de Breakbeat Science avec un magasin de vinyles de drum and bass situé à New York.

## Discographie

### Singles
- (1995) Schizophrenia (12")

### Albums
- (1997) Rinsimus Maximus (CD
- (1998) Full Circle: Drum & Bass DJ Mix (CD)
- (1999) Renegade Continuum (CD)
- (1999) Halfway Home (CD)
- (2000) From Here to There (CD)
- (2001) Future Perfect (CD)
- (2002) Further (CD)
- (2003) Breakbeat Science: Exercise 01 (CD)
- (2004) The Antidote (CD)